# Filipp Goloshchokin
Filipp Isáievich Goloschokin (en ruso: Фили́пп Иса́евич Голощёкин, 26 de febrerojul./ 9 de marzo de 1876greg. - 28 de octubre de 1941) fue un funcionario soviético de origen judío, que ocupó varios cargos directivos en los llamados Comités de Sóviet durante la Revolución de Octubre en Rusia.

## Biografía
Filipp Goloschokin entró en el Partido Obrero Socialdemócrata de Rusia (POSDR) en 1903 y estuvo 6 años confinado en Siberia. 
En el destierro conoció a Yákov Sverdlov y mantuvo una estrecha relación de amistad por muchos años con el líder bolchevique, amistad que benefició a Goloschokin al ascender a las altas cúpulas del partido.
Vladímir Búrtsev, un historiador revolucionario, describió a Goloschokin como un hombre carente de piedad, con rasgos de un verdugo con visos de personalidad degenerada.
Fue uno de los responsables intelectuales, junto con Yákov Sverdlov, de la ejecución del Zar Nicolás II de Rusia y su familia en Ekaterinburgo en julio de 1918.
Fue miembro del Comité Central del POSDR desde el 1 de junio de 1907 hasta el 2 de agosto de 1917. Fue muy apreciado por Lenin por su personalidad resuelta.
Fue comisario del Sóviet de los Urales y de la llamada policía Cheka desde agosto de 1917 hasta el 30 de diciembre de 1925. Junto con Sverdlov, planificaron el asesinato de la familia Románov, prisionera del Sóviet de los Urales en Ekaterinburgo al obtener el visto bueno de la alta cúpula del Sovnarkom, tarea que encomendó a Yákov Yurovski. Muy probablemente, fue autor intelectual de la persecución y muerte de varios nobles de la familia Románov. 
Como dirigente de la RASS de Kazajistán, promovió la guerra civil rusa y fue uno de los principales responsables de la hambruna kazaja de 1932-1933.
Ocupó varios cargos en el Sóviet Central desde el 31 de diciembre de 1932 hasta el 15 de octubre de 1939, fecha en que fue arrestado. El 28 de octubre de 1941, fue ejecutado, siendo rehabilitado en 1961.